# Nobsa
Nobsa es un municipio del departamento de Boyacá, situado en el centro-oriente de Colombia, en la región del Alto Chicamocha. El censo de 2005 contabilizó una población de 14 946 habitantes. Pertenece a la provincia del Sugamuxi.
Fundada en 1593 y declarada municipio en 1811. Limita al norte con los municipios de Santa Rosa de Viterbo y Floresta, al oriente con Corrales y Tópaga, al occidente con Tibasosa y Santa Rosa de Viterbo y al sur con Sogamoso y Tibasosa.

## Toponimia

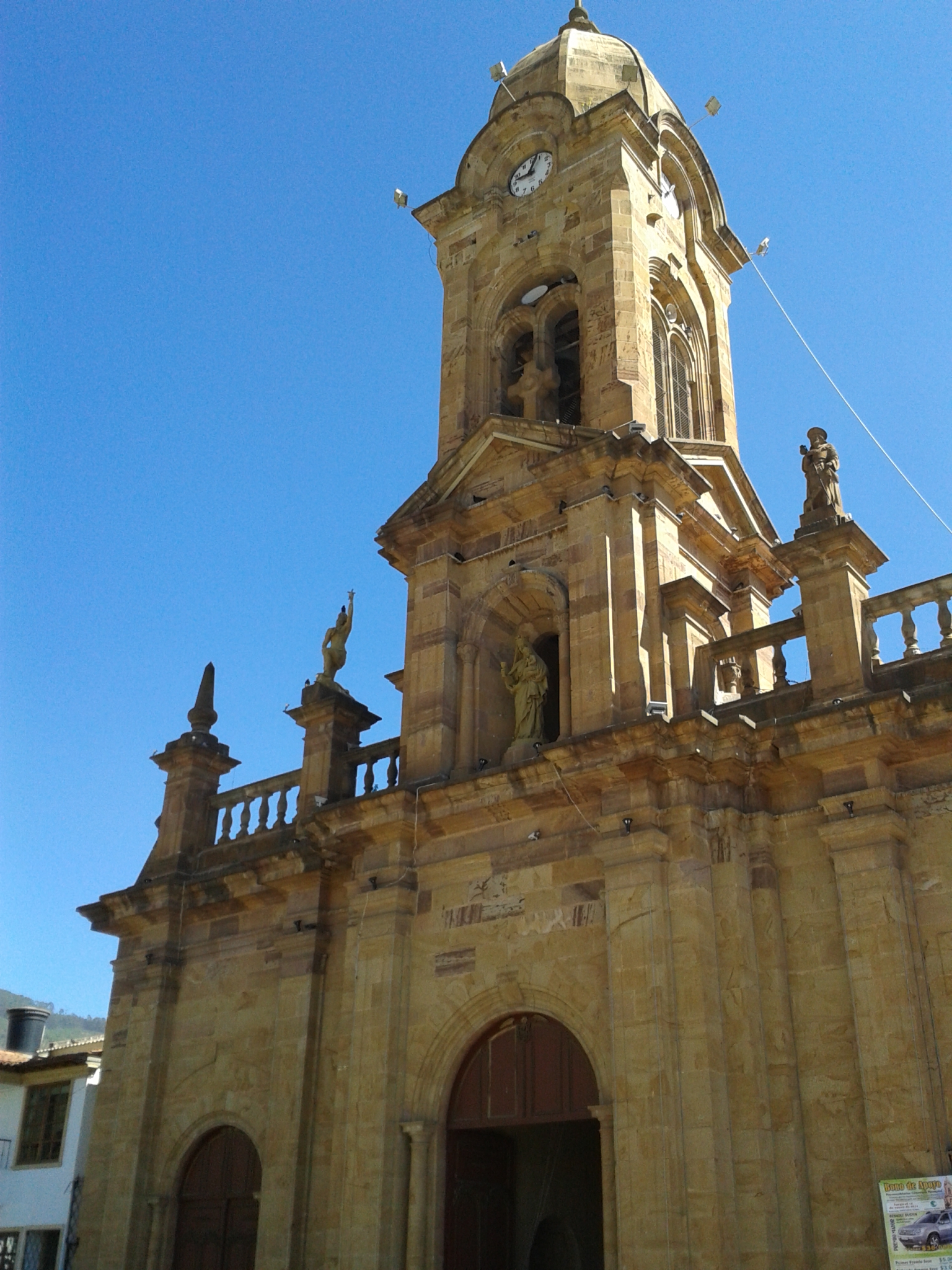
Iglesia principal de Nobsa.

Según la etimología chibcha Nobsa significa “nombre ilustre de persona”. Tiene el carácter y el sentido equivalente de nobleza en la organización muisca.[cita requerida]

## Estructura nacional

La ruta 62 atraviesa el territorio del municipio de Nobsa.

El municipio industrial, artesanal, turístico y agrícola de Nobsa se ubica a 195 km al norte de Bogotá en el sector nororiental del departamento de Boyacá (altiplano Cundiboyacense) y a 71 km de Tunja, capital del departamento. Se comunica por la Carretera Central del Norte con el resto de la estructura territorial, regional y nacional. Por su localización hace parte del corredor industrial de la región centro oriente de Bogotá Distrito Capital; contiene en su territorio la industria pesada del departamento.
Estructura regional
A través de este eje que conforma la Carretera Central del Norte integra todas las relaciones industriales, comerciales, socio económicas y culturales con la estructura territorial del centro del país, las relaciones en el contexto regional se realizan y se localizan a través de los ejes principales de la carretera Central del Norte, de los ejes de la carretera del Cusiana, de los ejes de la vía a la Costa Atlántica. 
Estructura departamental 
El departamento de Boyacá limita al norte con los departamentos de Norte de Santander, Santander y con la República de Venezuela, por el oriente con Arauca, Casanare, y por el sur con los departamentos de Cundinamarca, Meta y por el occidente con Antioquia. Enmarcado dentro de un perímetro de 1871 km de longitud, con 23.392 km². 
El Municipio de Nobsa hace parte de los 123 municipios del departamento de Boyacá. Sobre Nobsa se localiza la industria pesada y mediana más importante del departamento de Boyacá.

## División Político-Administrativa
Además de su Cabecera municipal. Nobsa tiene bajo su jurisdicción los siguientes Centros poblados:
- Belencito
- Caleras
- Chámeza Mayor
- Chámeza Menor
- Dicho
- Nazareth
- Punta Larga
- Ucuenga

### Área metropolitana del Alto Chicamocha
El Área metropolitana del Alto Chicamocha es un proyecto de organización urbana, ubicado en el centro del departamento de Boyacá y conformado por los municipios de Paipa, Duitama, Sogamoso, Nobsa y Firavitoba. Se convertiría en una de las regiones más prosperas del país. Es la región de mayor movimiento en el departamento, ya que concentra la mayor actividad económica, comercial e industrial de Boyacá, y la zona más densamente poblada del departamento. Contaría con cerca de 320.000 habitantes.[cita requerida]

## Economía
En el plano económico, se destaca como un importante centro artesanal de Boyacá, destacada por sus trabajos en lana. También se destaca la actividad industrial, por el sector cementero y minero.

### Minería

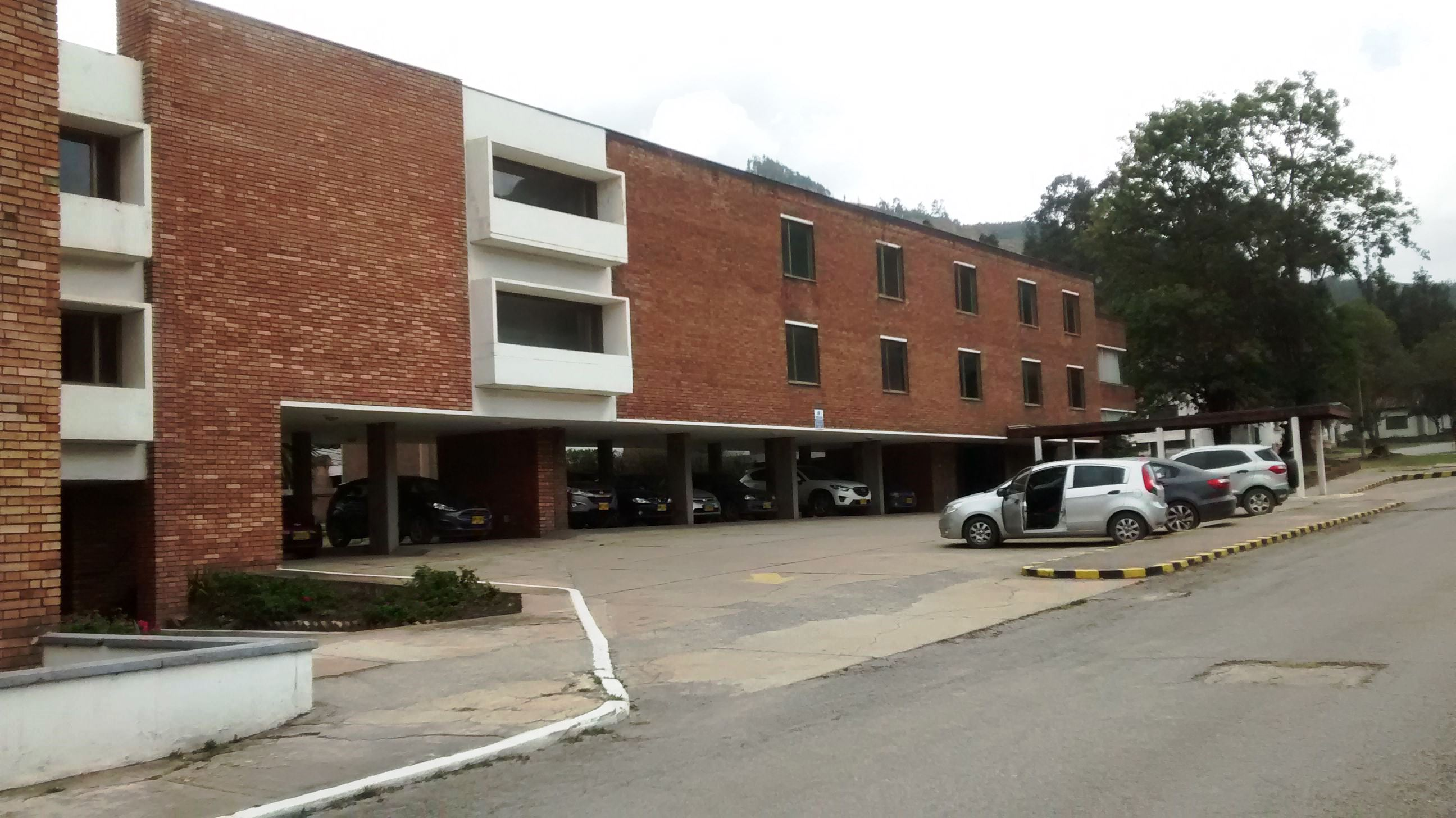
Sede Social, Belencito, Nobsa, Boyacá.

La minería predominante en el municipio es la extracción y transformación de la roca caliza, actividad potencial para la gran industria y para la pequeña minería, uno de los sectores deprimidos de la economía del municipio.
En el Municipio de Nobsa se contabilizaron en el censo minero un total de 59 minas, de las cuales 19 se encuentran activas y 30 inactivas. Esta actividad productiva en la actualidad genera unos 50 empleados directos y 72 indirectos.[cita requerida] El destino final de la explotación de la roca es la producción de cal, cemento, agregados para la construcción. El área total de esta actividad es de 7,15 km², lo que corresponde al 12.91% del territorio. Área de explotación en las veredas Las caleras, Bonza, Chámeza, y Belencito

### Ganadería
Esta actividad tiene baja productividad. Sin embargo es una actividad básica en la economía. De acuerdo al censo ganadero realizado por el grupo técnico del PBOT,[cita requerida] se encontraron 30 propietarios de fincas ganaderas (con más de cinco cabezas de ganado). El resultado de las encuestas fue: Se contabilizaron 1.931 cabezas de ganado. El propósito de la ganadería está dirigido a la producción lechera con un 61%, un 36% cría y ordeñe y un 3% se destina al ganado ceba. 
Otras Especies.  La población avícola contaba con 2.500 aves, y es menor la cantidad de equinos y asnos con 19 animales con una participación de 0.57%.

### Agricultura

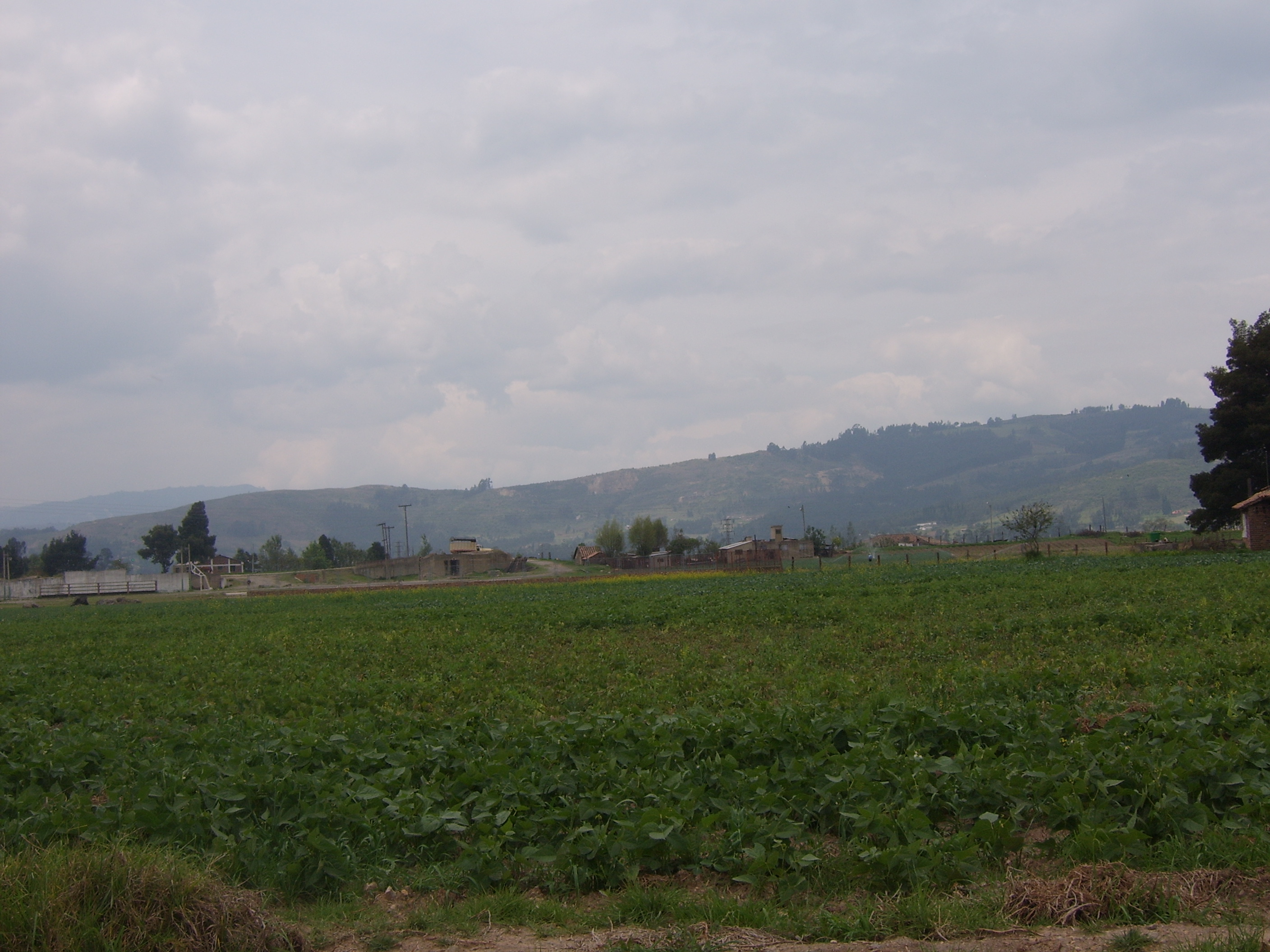
Agricultura.

La agricultura del Municipio de Nobsa es de tipo tradicional, caracterizándose por una baja productividad y su comercialización es mínima. La forma de tenencia de la tierra que predomina es el minifundio. Sobresalen los cultivos de: cebolla bulbo, maíz, fríjol, cebada, trigo, arveja, feijoa, breva, uva y repollo.[cita requerida]
El valle se encuentra irrigado por el río Chicamocha, que es utilizado para el riego de cultivos. 
La producción agrícola es escasa, y se destaca la presencia de cultivos de frutales. Hay un predominio del cultivo de cebolla bulbo (56%).[cita requerida] La actividad agropecuaria comprende una extensión de 15,30 km², correspondiente al 27% del municipio.[cita requerida]

### Tejidos de Lana
La labor de trabajo en lana, surgida en tiempos precolombinos, es referente en la cultura regional por sus ruanas, cobijas, sacos y demás accesorios de lana de oveja. La fabricación de ruanas es una de las actividades comerciales más importantes de Nobsa.
Existe una fiesta creada en el año 2001 en honor a la ruana en el municipio de Nobsa en el departamento de Boyacá: El Día Mundial de la Ruana, gracias a la iniciativa del comunicador social y periodista Wilson Daniel Carreño Laverde, en el año 2008 tuvo la idea de imponerle la ruana a la iglesia de Nobsa ganando un Guinness Record, por la Ruana Más Grande del Mundo.

### Campanas
En la vereda de Ucuenga, a 4 kilómetros del casco urbano, la técnica y diseño para su elaboración fue transmitido por el español Juan de Gauss quien impregnó el aroma de estaño, cobre, bronce hace más de cien años en Nobsa se han elaborado campanas para muchas iglesias.

### Muebles y artesanías
Industria reconocida a partir de 1967 en el ámbito internacional, se elaboran muebles en estilo rústico.[cita requerida]

## Servicios públicos
- Energía Eléctrica: Empresa de Energía de Boyacá (EBSA), es la empresa prestadora del servicio de energía eléctrica.
- Gas Natural: Vanti es la empresa distribuidora y comercializadora de gas natural en el municipio.